# PORT JUBILEE
PORT JUBILEE（ポートジュビリー）は2000年代に放送されたラジオ関西の番組（当時はAM KOBE）である。

## 番組紹介
- PORT JUBILEE時代の曲を紹介していた30分番組。
- 放送時間はナイターイン・ナイターオフ、またスポンサーとの兼ね合いでころころと変わった。
- 海外からのゲストもやってきたこともあり、英語が堪能な二人は通訳なしで会話した。
- 番組としては、スポンサーが長続きしなかったことと、放送時間が安定しなかったことから短命に終わった。
- 当時の時代に活躍した歌手もゲストとして登場した。

## 出演者
- 増井孝子
- 松居功

| スタブアイコン | サブスタブ | この項目は、まだ閲覧者の調べものの参照としては役立たない、ラジオ番組に関連した書きかけの項目です。この項目を加筆・訂正などしてくださる協力者を求めています（P:ラジオ/PJ:放送番組）。 |